# 法國國鐵BB 37000型電力機車
BB 37000型电力机车是法国阿尔斯通公司为法国国家铁路公司设计制造的一种三电流制干线货运电力机车，也是阿尔斯通“Prima”系列铁路机车车型之一，适用于供电制式为1500伏直流电、15千伏16⅔赫兹交流电和25千伏工频单相交流电的电气化铁路，2004年至2006年间共制造了60台。

## 发展历史
1990年代中期，为了适应欧洲铁路运输的快速发展，及适应欧盟成员国铁路改革对通用机车的需求，法国阿尔斯通公司为此开发了能满足客货跨境运输要求、采用模块化设计的“Prima”机车技术平台，其中包括了适用于1500伏直流电和25千伏50赫兹交流电气化铁路的“Prima 2U”双电流制电力机车，以及适用于1500伏直流电、25千伏50赫兹交流电和15千伏16⅔赫兹交流电气化铁路的“Prima 3U15”三电流制电力机车，两者功率均为4200千瓦，机车轴式为Bo-Bo，最高运行速度为140公里/小时。
1999年，法国国家铁路公司为更新铁路货运机车展开了全欧招标，最终阿尔斯通公司一举中标，获得了210台货运电力机车的采购合同，其中包括90台“Prima 2U”双电流制电力机车（BB 27000型电力机车）、30台“Prima 3U15”三电流制电力机车（BB 37000型电力机车），另外还包括90台“Prima 2U”机车的采购意向，法国国铁于2001年6月兑现了这笔意向合同。首台BB 37000型电力机车（37001）于2004年4月在阿尔斯通公司贝尔福工厂落成，同年9月交付使用。
基于模块化的设计方式，BB 37000型电力机车与BB 27000型电力机车的总体结构均大致相同，主要差异在于BB 37000型机车更换了主变压器型号，并加装了一台受电弓。

## 运用
BB 37000型电力机车现时由法国国家铁路两个车辆技术监督部管理：
- （所在地为里尔）：25台配属于Fret SNCF的BB 37000型电力机车；
- （所在地为斯特拉斯堡）：34台配属于Akiem租赁公司并被欧洲多家私营铁路运营商租用的BB 37000型电力机车。

## 技术特点

### 总体结构
BB 37000型电力机车是四轴大功率干线通用电力机车，车体采用框架式整体承载全钢箱型壳体焊接结构，车体侧墙采用波纹钢板，并设有750毫米闊的維修门。车体两端各设有一个司机室，司机可在任何一端司机室对机车进行控制。司机室采用框架式焊接钢结构，前窗采用一整体电热玻璃，为司乘人员提供了良好的视角，并满足机车在寒冷季节使用的需要。车内设备采用模块化结构、两侧屏柜化布置，并设中间贯通走廊。每台机车车顶设有兩台单臂式受电弓（一台用於法國交流區段及瑞士，另一台用於德國），以及另一台用於法國直流區段的雙臂受電弓，其他车顶外置设备包括真空断路器、接地开关、避雷器、高压连接器等高压设备。机车采用独立通风方式，从侧墙过滤窗和车顶百叶窗吸入冷风，向发热部件冷却后从车底排出，并维持机械间呈微正压，改善机车防尘效果及防寒性能。机车轴式为Bo-Bo，持续功率为4200千瓦；机车轴重为22.5吨。空气制动系统采用UIC標準的微机控制电空制动机，具有空电联合制动、阶段缓解、断钩保护、备用制动等功能。

### 电气系统

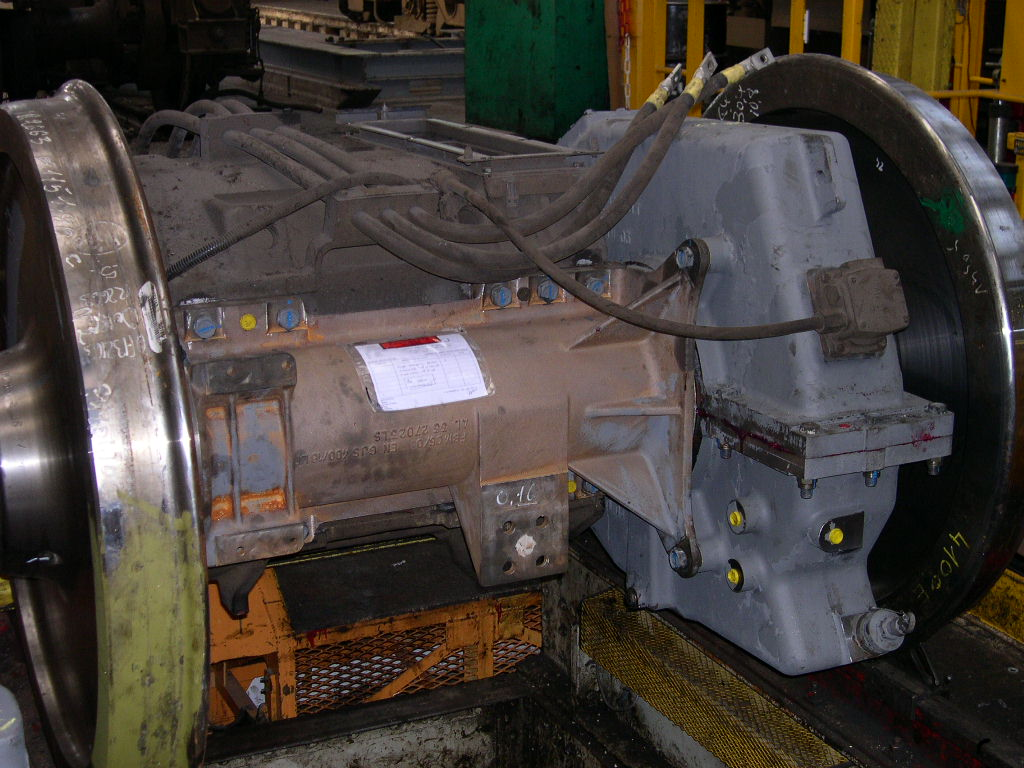
6 FRA 4567型电动机

BB 37000型电力机车是交—直—交流电传动的单相工频交流电力机车，机车主电路由主变压器、牵引变流器、牵引电动机三大部分构成。每台机车设有4套完全相同的牵引变流单元，分别安装在2个牵引变流柜内。接触网导线上的25、15千伏单相工频交流电或3千伏直流電电流，经受电弓、主断路器进入机车后再输入主变压器，交流电经过主变压器的5个牵引绕组降压后向牵引变流单元供电；单相交流电经过4组四象限脉冲整流器整流为直流电，然后向中间直流回路供电，再由4组牵引逆变器转换成三相交流电输出，每组逆变器向一台三相誘導电动机供电，实现机车的轴控驱动，使牵引电动机产生转矩，将电能转变为机械能，经过齿轮的传递驱动轮对。
主变压器由阿爾斯通公司自行制造，为芯式结构、多分裂绕组的单相变压器，以卧式悬挂方式吊装于车底中部。主变流器是基于阿尔斯通公司“Prima”机车技术平台的“ONIX”变流系统，每组主变流器由一个四象限脉冲整流器、一个中间直流环节、一个PWM逆变器组成，功率控制模块采用水冷IGBT变流模块，中間直流電壓為3300伏。牵引电动机采用阿爾斯通製6-FRA-4567型电动机，该型电动机为開放式內扇形三相誘導电动机，定子采用全叠片无机壳结构以减轻重量和改善散热，额定功率为1050千瓦，冷却方式为强迫通风，采用磁场定向直接转矩控制。
机车辅助供电电路由第2、3轴的牵引变流单元中间直流回路供电，每台机车设有两组相同的辅助供电电路，每组辅助电源由一组IGBT辅助逆变器、一組斬波器（直流區段適用）和一组充电机电路组成，正常情况下其中一个为恒频恒压变流器（CVCF），为牵引电动机通风机和油水冷却塔风机供电；另一个为变频变压变流器（VVVF），向水泵、油泵、蓄电池充电机等设备供电。

### 控制系统
BB 37000型电力机车采用了阿尔斯通公司开发的“Agate”微机网络控制系统，机车控制系统（TCMS）由4个牵引控制单元（TCU）、2个主处理机单元、4个辅助变流器控制单元（ACU）和制动控制单元（BCU）和4个司机操纵显示单元（DDU）构成。该系统是基于WorldFIP网络通信总线，网络架构分为FIP车辆网络（FIPV）和FIP列车网络（FIPT）两级，其中FIPV负责每节机车内部各设备的信息交换，而FIPT用于两台重联机车之间的通信；控制系统具有全面的机车控制、监测、传输、故障诊断、显示和存储功能。

### 转向架
机车走行部为两台完全相同的兩轴转向架，转向架构架采用钢板焊成箱形结构的“日”字型构架，轮对轴箱采用拉杆定位。一系悬挂采用螺旋弹簧加双轴箱拉杆配垂向油压减震器；二系悬挂为橡胶堆。牵引力或制动力通过单推挽水平短牵引拉杆牵引装置传递。牵引电动机采用滚动轴承抱轴式半悬挂、单边刚性直齿传动。基础制动装置为单侧双闸瓦踏面制动单元，并带有闸瓦间隙调节器；其中三组制动单元具有停放制动功能。转向架并设有轮缘润滑装置。

## 重大事故
2006年10月11日，一列货物列车和一列旅客列车在法国东北部的摩泽尔省祖夫特根（Zoufftgen）相撞，事故造成13人遇难，BB 37007号电力机车报废。